# Jentiamentiu
| xnt | n · t · y | imnt | tyw | Z3 |

| xnt | n · t · y | imnt | tyw | Z3 |

| E15 | W17 | mn · G4 |

| E15 | W17 | mn · G4 |

Jentiamentiu, Jenti-Amentiu, Jentiamenti u otras muchas denominaciones parecidas es una antigua deidad egipcia cuyo nombre también sería utilizado como título de Osiris y Anubis. Su nombre significa "el más importante de los occidentales" o "el que está al frente de los occidentales, en donde "occidentales" se refiere a los bienaventurados o difuntos justificados que moran en el Amenti, es decir, en el occidente.

## Iconografía
Jentiamentiu era representado como un dios con cabeza de cánido negro con aspecto de chacal en Abidos, en el Alto Egipto, donde montaba guardia en la ciudad de los muertos. 

## Mitología
Era un guardián de las necrópolis, junto a Anubis y Upuaut, dioses con quienes, a veces, se les asimila en el Imperio Antiguo. En tiempos posteriores, el nombre Jentiamentiu fue tomado como título de Osiris y Anubis, que también eran dioses funerarios. Osiris también llegó a ser el dios patrono de Abidos, tomando el lugar de Jentiamentiu, bajo la denominación de Osiris-Jentamentiu (un aspecto o epíteto de Osiris). Sin embargo, el egiptólogo John D. Ray sugiere que Jentiamentiu es la misma deidad que Osiris, que fue conocido simplemente por un nombre diferente antes de mediados del Reino Antiguo, cuando el nombre de Osiris aparece por primera vez.

## Culto
Como dios principal local está atestiguado desde época temprana en Abidos, con características agrarias, fecundantes y funerarias, incluso anterior a la unificación de Egipto al comienzo del período del Imperio Antiguo. Su nombre aparece en los sellos de la necrópolis de los faraones Den y Qa'a de la primera dinastía de Egipto, y un templo que data de la época predinástica fue fundado en Abidos para este dios.